# Paul Wertico
Paul Wertico, född 5 januari 1953 i Chicago, är en amerikansk jazztrummis. 

## Biografi

### Medlem i musikgrupper
Wertico var tidigare en medlem i Pat Metheny Group, från 1983 till 2001, men lämnade gruppen för att tillbringa mera tid med sin familj och att fortsätta med andra musikaliska aktiviteter. Numera leder han sitt eget band och framträder i trakterna runt Chicago i Illinois. Mellan 2000 och 2007 var han medlem i det polska, progressiva rockbandet SBB.
Wertico har vunnit sju stycken Grammy Awards.

### Handledare för inspelningar
Wertico har också släppt ett flertal inspelningar som handledare: en självbetitlad LP, Earwax Control, och en live-CD med Earwax Control med titeln Number 2 Live; en självbetitlad LP, Spontaneous Composition; en CD med trum-/slagverksduo (med Gregg Bendian) med titeln BANG!; ett CD-set med tre dubbelgitarrer/dubbeltrummor (med Derek Bailey, Pat Metheny och Bendian) med titeln The Sign Of 4; och två CD-skivor med piano/bas/trummor (med Laurence Hobgood och Brian Torff) med titeln Union och State of the Union.
Några av hans senaste utgåvor inkluderar en DVD och CD av David Cain & Paul Wertico med titeln Best Live Performance Album Feast for the Senses; en CD av Paul Wertico & Frank Catalano med titeln Topics of Conversation; en CD av Fabrizio Mocata, Gianmarco Scaglia & Paul Wertico med titeln Free the Opera!; en DVD och CD av Wertico Cain & Gray med titeln Sound Portraits (vinnare av "Best Live Performance Album" vid den 13:e årliga Independent Music Awards (2014); Wertico Cain & Grays andra CD med titeln Out in SPACE; Wertico Cain & Graysandra DVD:n och tredje CD:n med titeln Organic Architecture; Wertico Cain & Grays fjärde CD- och videosläpp med titeln Realization (nominerad för "Bästa liveframträdandealbum" och "Best Long Form Video" vid den 15:e årliga Independent Music Awards (2016); Wertico Cain & Grays femte CD med titeln Short Cuts – 40 Improvisations; Wertico Cain & Grays sjätte CD med titeln AfterLive; Wertico Cain & Grays sjunde CD- och nedladdningsbara videosläpp med titeln Without Compromise; och Wertico Cain & Grays åttonde CD med titeln Windows Of Time; en CD med titeln Dynamics in Meditation av Gianmarco Scaglia & Paul Wertico Quartet; Paul Wertico/John Helliwell Project har två utgåvor: en CD med titeln The Bari Sessions och ett 2-CD-set med titeln Live Under Italian Skies; och den Chicago-baserade Paul Wertico Trio (med gitarristen John Moulder och basisten Eric Hochberg) släppte en CD (för att fira trions 25-årsjubileum) med titeln First Date, och den Italien-baserade Paul Wertico Trio (med pianisten Fabrizio Mocata och basisten Gianmarco Scaglia) släppte också en CD med titeln Letter from Rome. Pauls senaste CD heter Paul Werticos Drums Without Boundaries och den fick fyra stjärnor i DownBeat.